# He 119 (航空機)
ハインケル He 119
- 用途：偵察機・爆撃機
- 製造者：ハインケル
- 運用者

  - ドイツ空軍
  - 大日本帝国海軍
- 初飛行：1937年
- 生産数：8機
- 運用状況：不採用・退役

ハインケル He 119（Heinkel He 119）は、ドイツのハインケル社で第二次世界大戦の直前に試作された偵察爆撃機。8機が製造され、1937年に初飛行した。

## 概要
胴体中央部にエンジン2基を並列に搭載し、延長軸で機首のプロペラを回す高速偵察爆撃機として開発された。しかし、エンジンの冷却不足や機体構造の扱い辛さからドイツ空軍では採用されなかった。
1937年11月、ドイツ宣伝省はHe 111U爆撃機が1 tのペイロードを積んだ状態で、1,000 kmの周回コース上で平均速度503.6 km/hの速度記録を樹立した。と発表した。FAIが「機体は双発のHe 111」で、記録値も確認済みとしたことからも証明された。この記録を達成したのがHe 119V-4であった。
翼面蒸気冷却を採用し空気抵抗の低減をはかったが、離陸や上昇中は引き込み式ラジエーターを付けなければ冷却は十分でなかった。
試作機のうちV-7とV-8は日本に売却され、1941年（昭和16年）5月に日本に到着し日本海軍による試験を受けたが、2機とも試験中の事故で破損したため、試験は中止された。また、He 119は高速陸上偵察機「景雲」開発の参考資料ともなった。

## スペック
- 全長： 14.79 m
- 全幅： 15.89 m
- 全高： 5.40 m
- 全備重量： 7,665 kg
- エンジン： ダイムラー・ベンツ DB606A-2 2,350 hp × 1
- 最大速度： 590 km/h
- 上限高度： 8,500 m
- 航続距離： 3,120 km
- 武装
  - 7.92mmMG 15 機関銃 × 1
  - 爆弾 750 kg
- 乗員： 3名